# Fuckparade

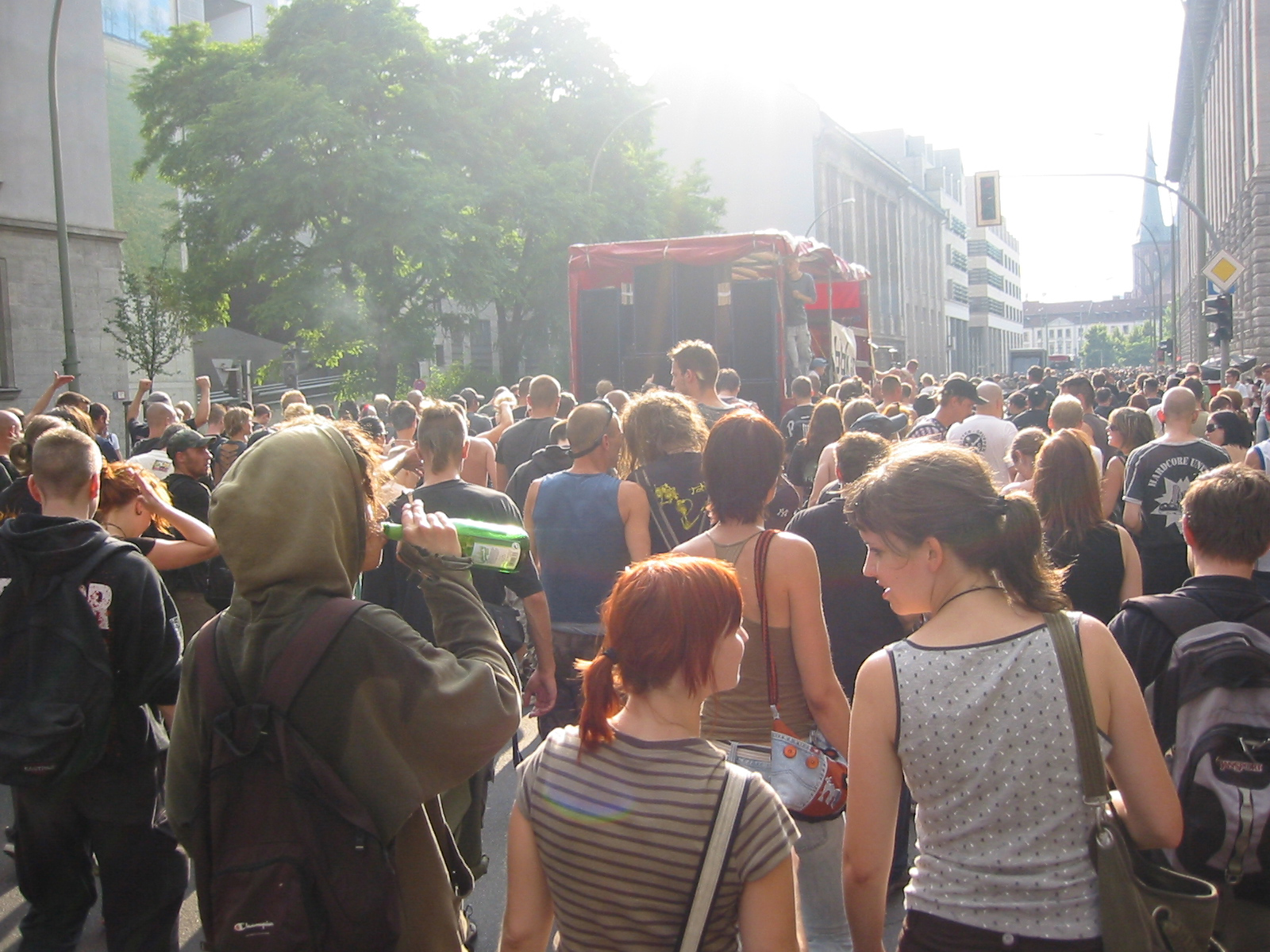
Fuckparade 2006

Факпара́д (нім. Fuckparad) — щорічний літній техно—парад у Берліні. Парад було створено на знак протесту проти комерціалізації Лав параду. У 2000-ному році назвали найбільшою туристичною принадою Берліна, що привела до міста понад 1.5  мільйони молоді.

## Текновікінг
Інтернет мем «Текновікінг» у якій чоловік що носинь кулон Молот Тора і танцює на Факпараді 2000 року. YouTube відео цього танцьо-параду стало кліпом #1 у серії Випивка та Наркотики на Rude Tube'і. 